# Xanthorhoe procilla
Xanthorhoe procilla là một loài bướm đêm trong họ Geometridae.